# Albert Urfer
Albert Urfer, né à Vevey (Suisse) le 26 octobre 1914 et mort à Lausanne le 29 octobre 1985, est un pianiste et chansonnier suisse.

## Biographie
Très tôt, il joue du piano tout en s'intéressant à l'art choral. Mobilisé pendant la guerre, il dirige un petit orchestre militaire. De 1945 à 1951, il joue à Genève, à Gstaad, à Vevey, à Bâle et même au Caire.
De 1953 à 1956, il part à Paris travailler l'art dramatique avec Mady Berry. Il joue pour le théâtre, le cinéma, la télévision et revient en Suisse se produire au Centre dramatique romand dans Douze hommes en colère, une pièce de Reginald Rose.
C'est surtout en tant que partenaire et accompagnateur du chansonnier Jean Villard (dit Gilles) durant 25 ans, qu'Albert Urfer se fait connaître. Il prend la relève d’Édith Burger durant sa maladie en 1948. Gilles le reprendra comme partenaire en son cabaret parisien dès mars 1951.
Une de leurs chansons fétiches est Le Bonheur. Urfer composera la musique de quelques chansons de Gilles comme Exotisme vaudois.

## Publications
- Albert Urfer, Qui va piano…, Lausanne, Marguerat, 1978, 126 p.
- Albert Urfer, Urferama, Lausanne, Marguerat, 1976, 159 p.